# Justicia namatophila
Justicia namatophila är en akantusväxtart som beskrevs av Emery Clarence Leonard. Justicia namatophila ingår i släktet Justicia och familjen akantusväxter. Inga underarter finns listade i Catalogue of Life.